# Haus der Stadtgeschichte (Offenbach am Main)
Das Haus der Stadtgeschichte ist aus dem Zusammenschluss von Stadtmuseum und Stadtarchiv der Stadt Offenbach am Main hervorgegangen. Es zeigt 10.000 Jahre Geschichte der Stadt Offenbach von der Steinzeit bis zur Gegenwart. Das 1969 begründete Stadtmuseum hatte vor dem Zusammenschluss seinen Sitz in der Villa Jäger.
Das Ausstellungsdesign des Hauses der Stadtgeschichte, entworfen von der Hochschule für Gestaltung Offenbach am Main, ist eines der modernsten der Region. Mit einem anspruchsvollen Ausstellungs- und Veranstaltungsprogramm hat sich das Haus als kultureller Pfeiler im östlichen Rhein-Main-Gebiet etabliert.
Der Bernardbau, in dem das Haus der Stadtgeschichte seit dem Zusammenschluss von Museum und Archiv seinen Sitz hat, ist Kulturdenkmal nach dem Hessischen Denkmalschutzgesetz.

## Gebäude

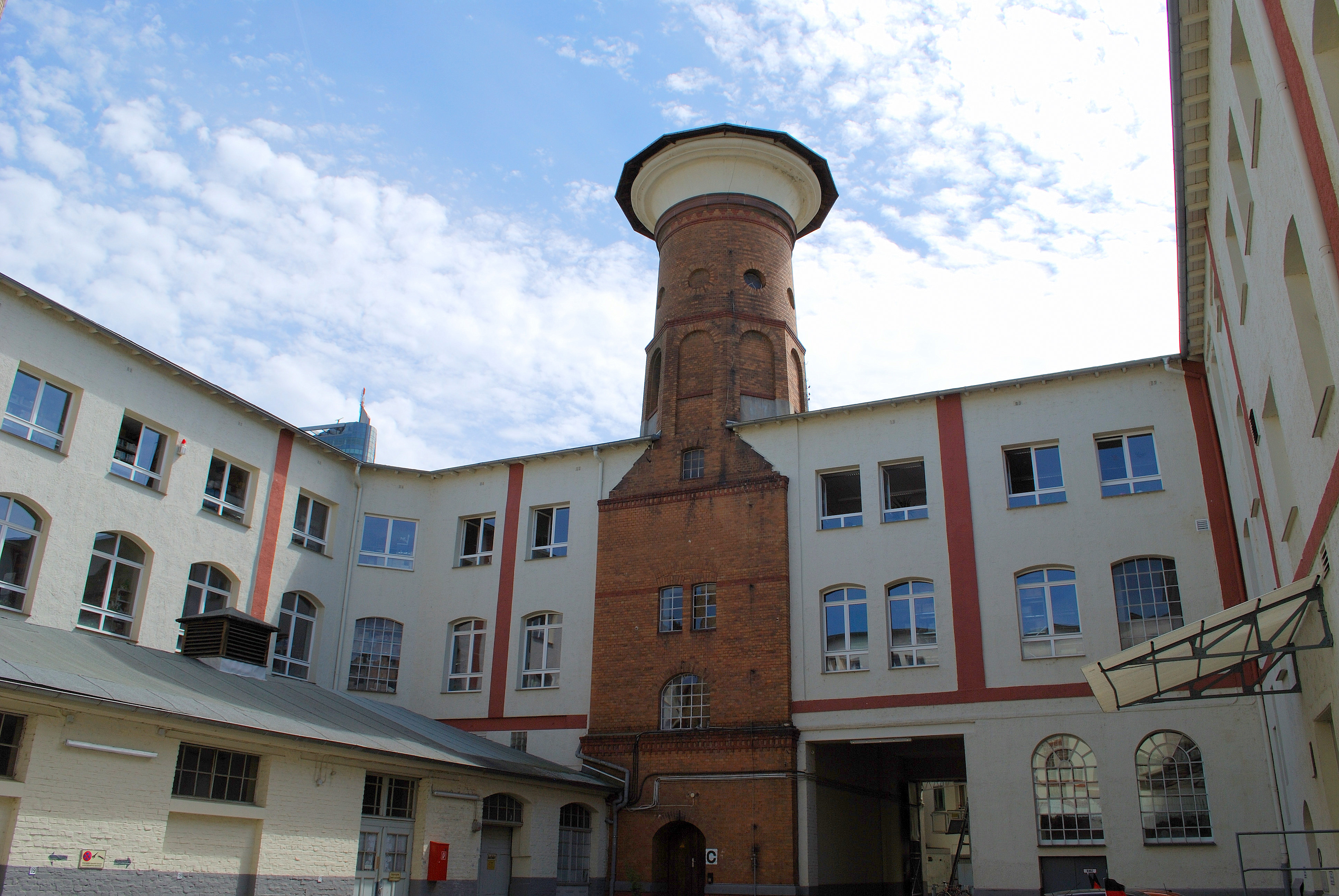
Innenhof des Bernardbaus

Das Haus der Stadtgeschichte residiert seit Januar 2004 im Bernardbau, dem 1896 fertiggestellten Gebäudekomplex der ehemaligen Tabakfabrik der Offenbacher Gebrüder Bernard. Das denkmalgeschützte Gebäude gilt als ein herausragendes Zeugnis historistischer Industriearchitektur innerhalb der Route der Industriekultur Rhein-Main. Das Ausstellungsdesign des Museums, entworfen von der Hochschule für Gestaltung Offenbach am Main, ist eines der modernsten der Region. Mit seinem anspruchsvollen Ausstellungs- und Veranstaltungsprogramm hat sich das Haus als kultureller Pfeiler im östlichen Rhein-Main-Gebiet etabliert.

## Schausammlung

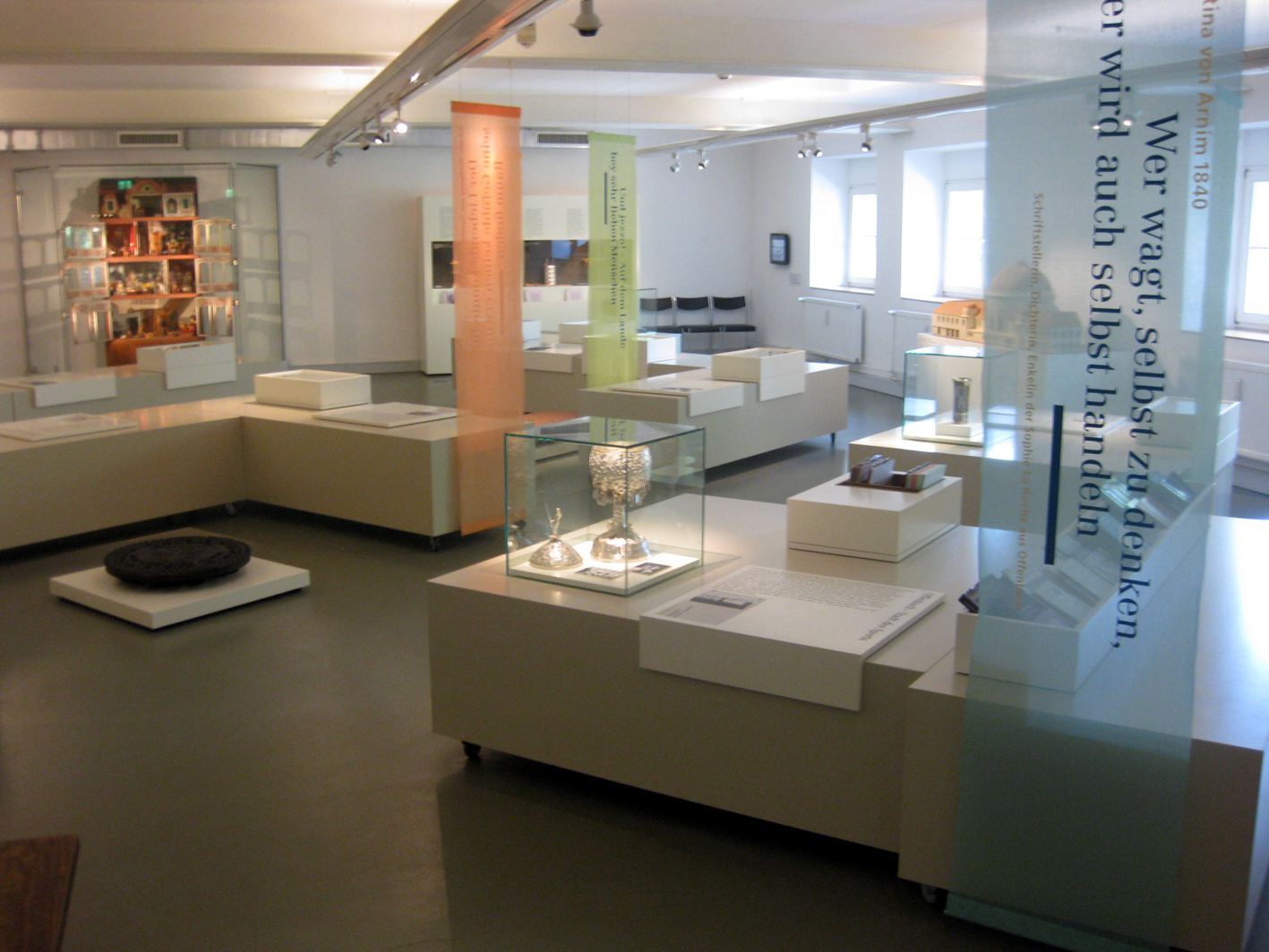
Ausstellungsraum im Haus der Stadtgeschichte

Die Schausammlung des Museums zeigt einen Überblick über die Geschichte der Stadt mit Stationen in der Vor- und Frühgeschichte, der Entwicklung vom Dorf zur Stadt, der Zeit der Industrialisierung bis hin zur Gegenwart.
Gezeigt werden die frühesten Funde auf dem Gebiet des späteren Offenbacher Territoriums, steinzeitliche Artefakte und bronze- und eisenzeitliche Funde, noch ehe die Römerzeit anbricht. Zu den ältesten ausgestellten Funden zählt das Wagengrab aus Offenbach-Rumpenheim. Die Rekonstruktion zeigt die Bestattung eines frühkeltischen Fürsten auf einem vierrädrigen Zeremonialwagen.
Zwei Stadtmodelle aus der Zeit um 1800 und 1850, Pläne und großflächige Stadtansichten veranschaulichen die städtebauliche Entwicklung Offenbachs. In der oberen Etage ist das d’Orvillesche Puppenhaus aus dem Jahr 1757 zu sehen, das einen großbürgerlichen Haushalt der Rokokozeit zeigt.
Im 18. Jahrhundert erfolgte die Einrichtung mehrerer Fayence-Manufakturen, aus deren Produktion repräsentative Stücke ausgestellt sind. Mit dem Nachbau einer historischen Stangenpresse wird die Tatsache gewürdigt, dass in Offenbach ab 1800 erstmals die Lithografie als Druckverfahren kommerziell angewandt wurde. Lokale Zeugnisse der modernen Industrieentwicklung wie Eisenkunstguss, Lederindustrie oder Tabakverarbeitung ergänzen die wirtschaftsgeschichtliche Präsentation. Multimediale Ausstellungselemente stellen stadtgeschichtlich bedeutsame Fotografien, Filme und Dokumente vor, wie beispielsweise die Privilegien der Offenbacher Hugenotten von 1705 oder die in Offenbach gedruckte Flugschrift Der Hessische Landbote von Georg Büchner aus dem Jahr 1834.

## Kunst der Moderne – Grafische Sammlung
Im rückwärtigen Flügel des Bernardbaus ist die Abteilung Kunst der Moderne und die Grafische Sammlung des Museums auf insgesamt 400 m² eingerichtet und beinhaltet neben Ausstellungsflächen auch das zentrale Grafikmagazin des Hauses, welches etwa 7500 Grafiken und die Kunstsammlung der Internationalen Senefelderstiftung als Dauerleihgabe beherbergt. Eine Ausstellung widmete sich Arbeiten aus dem Lebenswerk des Offenbacher Künstlers Erich Martin. Insgesamt 300 Werke aus dem Nachlass Martins haben als Dauerleihgabe ihren Platz im Museum gefunden.

## Das Archiv
Das Archiv des Hauses der Stadtgeschichte pflegt den historischen Akten- und Dokumentbestand der Stadt Offenbach und hält diesen für stadt- oder familiengeschichtliche Anfragen bereit. Die umfangreiche Bibliothek, die Foto- und die Zeitungssammlungen ergänzen nicht nur die Ausstellungen im Museum, sondern sind Grundlage zahlreicher wissenschaftlicher Forschungen und bilden das historische Gedächtnis der Stadt.

## Sonstiges
Bundesweit geriet das Haus der Stadtgeschichte im Sommer 2012 in die Schlagzeilen. Anlass hierfür war die außerordentliche Kündigung des Kurators des Museums durch die Stadt. Interesse weckte dies, da der Kurator Marcus Frings Ehemann von Andrea Nahles war.

## Ausstellungen
- 2024: „Mozart, André, Offenbach – Der Klang der Zeitkapsel“, vom 5. Juli bis 25. August 2024[11]
- 2023: Witold Riedel – Ankommen
- 2018: Kurt Steinel – Ein Künstlerleben[12]
- 2017: Retrospektive Erich Franke[13]
- 2017: Von wegen flach! Meisterwerke der Lithographie aus den Sammlungen der Stadt Offenbach. In Kooperation mit dem Klingspor-Museum
- 2017: Struktur und Material – 90 Jahre Herbert Aulich
- 2017: Durch die Wüste in den Westen. Jubiläumsausstellung zum 175. Geburtstag von Karl May
- 2017: Lieblingsstücke aus dem Depot. 100 Jahre vom Heimatmuseum zum Haus der Stadtgeschichte
- 2016: Stadtarchiv: 100 Jahre Synagoge an der Goethestraße – Die wechselvolle Geschichte eines markanten Offenbacher Gotteshauses
- 2016: 90 Jahre Bund Offenbacher Künstler
- 2016: Heide Khatschturian: Das da
- 2016: Olcay Acet, Susanna Cianfarini, Marisa Grundmann: Das Innen und das Aussen
- 2016: Thomas Hartmann: Locus Solus
- 2016: Das Fest nach dem Fest. Eismann-Bonifer-Eismann Projekt
- 2016: Alexander von Falkenhausen: Slow Down
- 2016: Johannes Kriesche und Brigitte Gutwerk: Zeitschleifen
- 2016: Petra Maria Mühl: Melencolia Projekt II 2005–2015
- 2015: Das verborgene Museum – Dokumentation eines Offenbacher Schatzes
- 2015: Zero Reiko Ishihara: Variations
- 2015: Krieg und Freiheit – Franzosenzeit und Befreiungskriege in der Rhein-Main-Region (1792–1815)
- 2013: Friede den Hütten! Krieg den Palästen! Georg Büchners Hessischer Landbote und Offenbach im Vormärz (1815–1848)[14]
- 2012: Zeitspuren – BOK im Haus der Stadtgeschichte[15]
- Im Juni 2012 wurde in der ehemaligen Produktionshalle des Offenbacher Druckmaschinenherstellers manroland in der Christian-Pleß-Straße die Ausstellung mit dem Titel „Neue Welten“ eröffnet: Zwanzig Künstler mit mittelbarem oder unmittelbarem Bezug zur Stadt Offenbach waren eingeladen, ihre Arbeiten zu zeigen, unter anderem Tobias Rehberger, Barbara Klemm, Martin Liebscher und Sandra Mann[16]
- 2011: Flusslandschaften  – Fotografien von Peter Menne[17]